# 田林路
田林路是中華人民共和國上海市徐汇区一條東西走向道路，道路西起龍茗路以西，東至柳州路，全长約4.5千米，宽17至24米，路名來自於广西田林。道路始建於1958年，後於1982年、1986年、1991年分3次延伸和拓宽。